# Ruan Pereira Duarte
Ruan Pereira Duarte (Caxias do Sul, 3 maggio 2005) è un calciatore brasiliano, attaccante del Portimonense.

## Carriera
Ruan è entrato a far parte del settore giovanile della Juventude nel 2016 all'età di undici anni. Il 5 agosto 2022 ha firmato il suo primo contratto professionistico con il club biancoverde ed il 3 settembre successivo ha debuttato in prima squadra nell'incontro di Série A pareggiato 1-1 contro l'Avaí.
Il 15 aprile 2023 ha segnato il suo primo gol in carriera nell'incontro perso 2-1 contro il Botafogo-SP in Série B.

## Statistiche

### Presenze e reti nei club
Statistiche aggiornate al 21 dicembre 2023.
| Stagione        | Squadra         | Campionato      | Campionato | Campionato | Coppe nazionali | Coppe nazionali | Coppe nazionali | Coppe continentali | Coppe continentali | Coppe continentali | Altre coppe | Altre coppe | Altre coppe | Totale | Totale | Totale |
| Stagione        | Squadra         | Comp            | Pres       | Reti       | Comp            | Pres            | Reti            | Comp               | Pres               | Reti               | Comp        | Pres        | Reti        | Pres   | Reti   |        |
| --------------- | --------------- | --------------- | ---------- | ---------- | --------------- | --------------- | --------------- | ------------------ | ------------------ | ------------------ | ----------- | ----------- | ----------- | ------ | ------ | ------ |
| 2023            | Juventude       | PD/RS+A         | 0+11       | 0          | CB              | 0               | 0               |                    | -                  | -                  |             | -           | -           | 11     | 0      |        |
| 2023            | Juventude       | PD/RS+B         | 0+33       | 2          | CB              | 0               | 0               |                    | -                  | -                  |             | -           | -           | 33     | 2      |        |
| Totale carriera | Totale carriera | Totale carriera | 44         | 2          |                 | 0               | 0               |                    | -                  | -                  |             | -           | -           | 44     | 2      |        |